# Taxithelium glabriusculum
Taxithelium glabriusculum är en bladmossart som beskrevs av Brotherus 1897. Taxithelium glabriusculum ingår i släktet Taxithelium och familjen Sematophyllaceae. Inga underarter finns listade i Catalogue of Life.